# Tenzin Gyatso
| Tibetische Bezeichnung                           |
| ------------------------------------------------ |
| Tibetische Schrift: བསྟན་འཛིན་རྒྱ་མཚོ་                |
| Wylie-Transliteration: bstan ´dzin rgya mtsho    |
| Aussprache in IPA: [tɛ̃ ́tsĩ càtsʰo]               |
| Offizielle Transkription der VRCh: Dainzin Gyaco |
| THDL-Transkription: Tenzin Gyatso                |
| Andere Schreibweisen: Tendzin Gyatsho            |
| Chinesische Bezeichnung                          |
| Traditionell: 丹增嘉措                           |
| Vereinfacht: 丹增嘉措                            |
| Pinyin:Dānzēng Jiācuò                            |

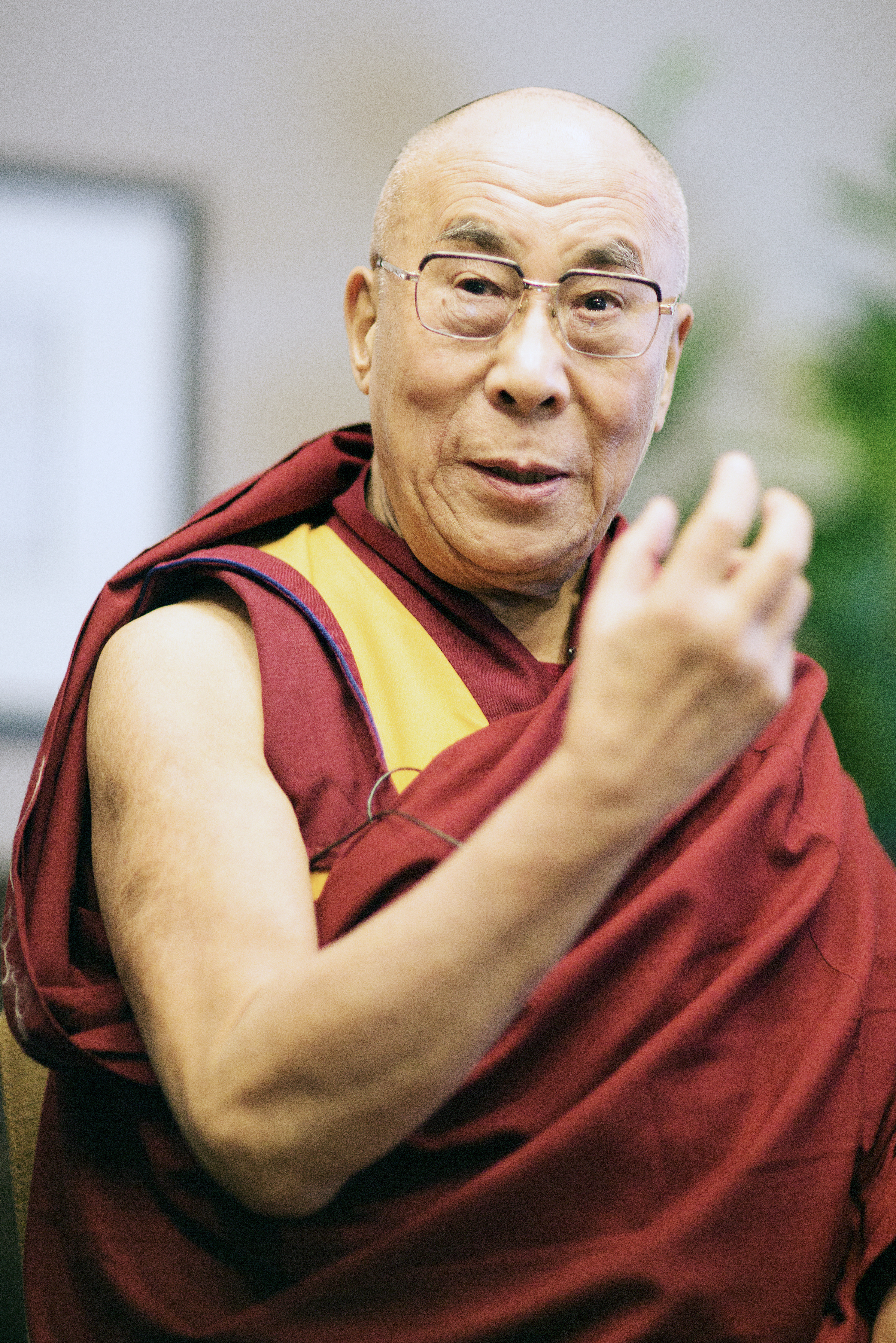
Tenzin Gyatso, der 14. Dalai Lama, 2012

Tenzin Gyatso (geb. als Lhamo Döndrub (ལྷ་མོ་དོན་འགྲུབ་ / lha mo don 'grub) 6. Juli 1935 in Taktser, Provinz Amdo, Osttibet) ist der 14. Dalai Lama der Gelug-Schule des tibetischen Buddhismus und Befürworter der Rime-Bewegung. Seit seiner Inthronisierung war er, wie viele seiner Vorgänger, Oberhaupt der tibetischen Regierung. 2011 trat er von seinen politischen Ämtern zurück und gilt seither nur noch als geistliches Oberhaupt der Tibeter.
1989 wurde er mit dem Friedensnobelpreis ausgezeichnet.
Sein formeller Titel lautet auf Deutsch, in Anlehnung an vergleichbare religiöse Würdenträger, Seine Heiligkeit oder Eure Heiligkeit bei direkter Anrede. Tibeter nennen ihn Kundün (tibetisch „Gegenwart“), Yishi[n] Norbu (tibetisch „Wunscherfüllendes Juwel“) oder Gyelwa Rinpoche.

## Leben

### Kindheit und Jugend

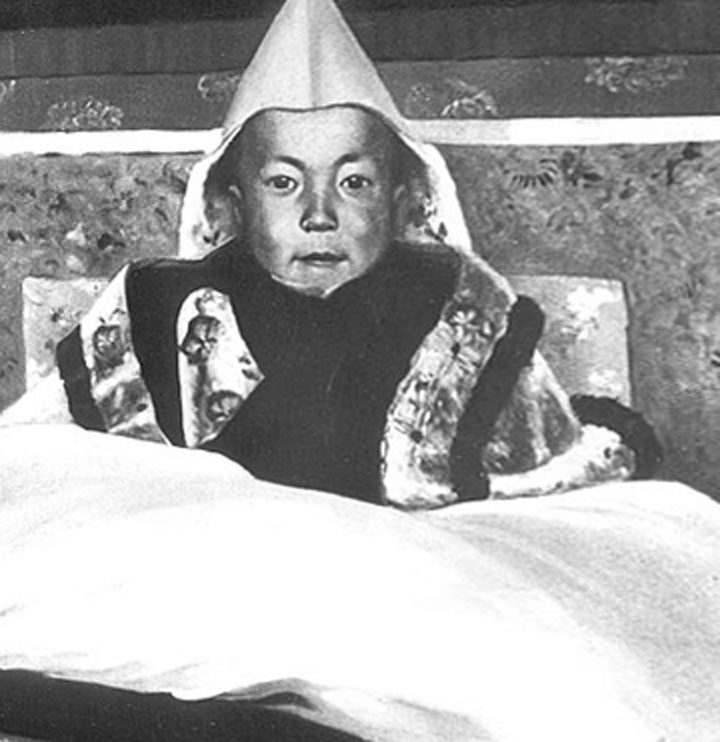
Tenzin Gyatso im Alter von fünf Jahren

Tenzin Gyatso ist der Mönchsname des jetzigen Dalai Lama. Er wurde am 6. Juli 1935 mit dem Namen Lhamo Döndrub in Taktser, einem Dorf in der tibetischen Provinz Amdo im Nordosten Tibets, als zweiter Sohn der Bauernfamilie Dekyi Tshering und Chökyong Tshering geboren. Seine Mutter brachte insgesamt 16 Kinder zur Welt, von denen sieben die Kindheit überlebten. Tenzin Gyatso hat vier Brüder – Thubten Jigme Norbu (Reinkarnation des Taktser Rinpoche), Gyalo Thöndrup, Lobsang Samten und Tenzin Chögyel – sowie zwei Schwestern: Tsering Dolma und Jetsün Pema. Von seinen Geschwistern ist nur noch seine Schwester Jetsün Pema am Leben.
Im Alter von knapp zwei Jahren wurde er von vier Mönchen anhand einer Vision des Regenten, von Orakelsprüchen und anderen Vorzeichen als Wiedergeburt des 1933 verstorbenen XIII. Dalai Lama aufgefunden. Berichtet wird, dass das Kleinkind sowohl einen als Diener verkleideten hohen Lama spontan als „Lama aus dem Kloster Sera“ erkannte als auch etliche Gegenstände aus dem Besitz des 13. Dalai Lama, die neben ähnlichen aufgelegt waren, als sein Eigentum an sich nahm.
Lhamo Döndrub musste zunächst vom Provinzgouverneur durch erhebliche Bestechungssummen freigekauft werden, was nahezu zweijähriger Verhandlungen bedurfte. Er kam im Alter von etwa vier Jahren in Lhasa an, wo er im Rahmen des Neujahrsfestes Losar am 22. Februar 1940 im Potala-Palast als 14. Dalai Lama durch die Sitringasol-Zeremonie inthronisiert wurde. Sein neuer Name lautete Jetsün Jampel Ngawang Lobsang Yeshe Tenzin Gyatso – „Heiliger Herr, gütiger Herr, mitfühlender Verteidiger des Glaubens, Ozean der Weisheit“. Tibeter sprechen vom Dalai Lama normalerweise als Yishin Norbu („alle Wünsche erfüllender Edelstein“) oder einfach als Kundün (Gegenwart).

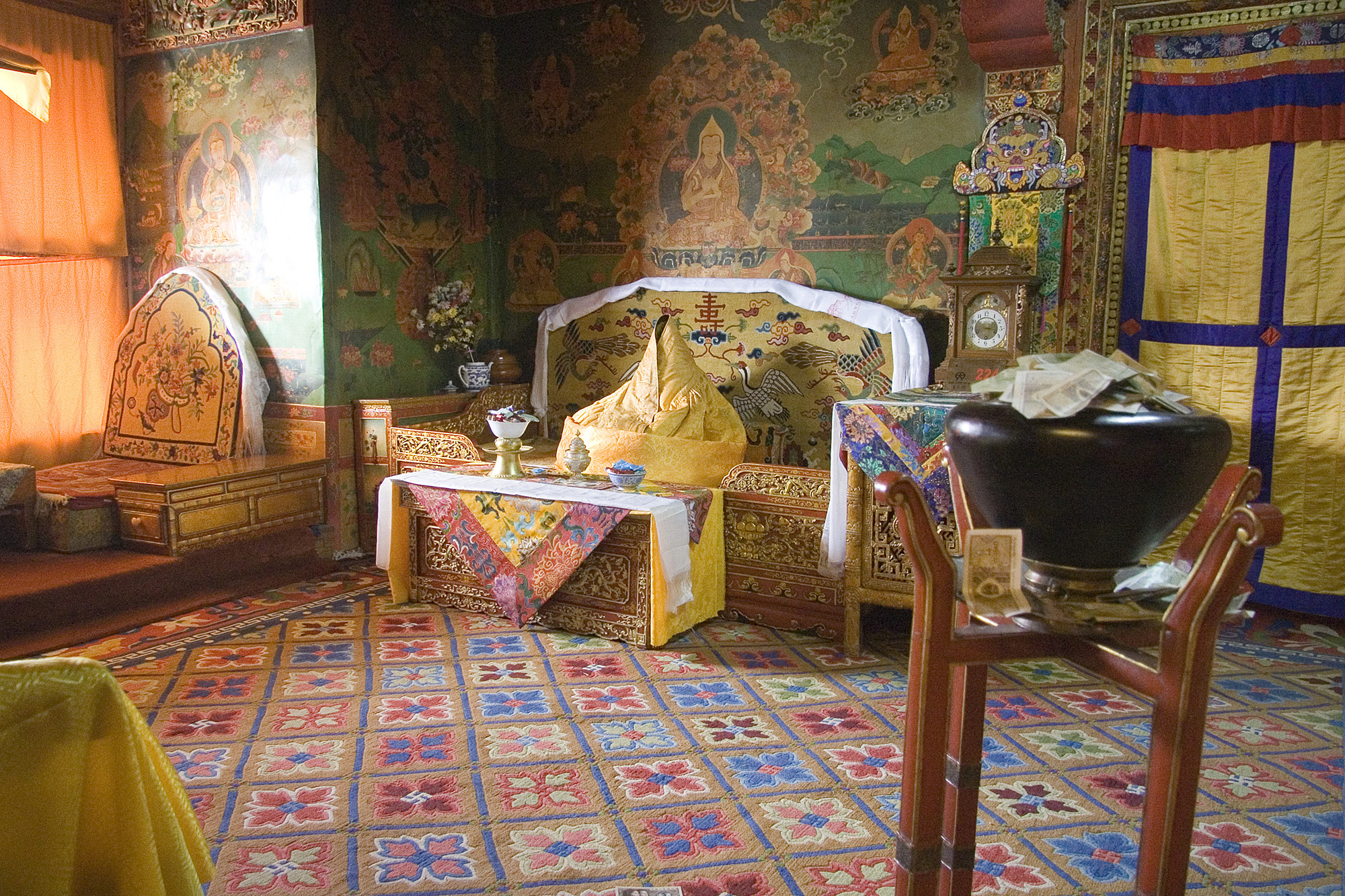
Ehemaliger Thron von Tenzin Gyatso im Potala-Palast, Lhasa

Von 1946 bis 1950 hielt sich der österreichische Bergsteiger Heinrich Harrer in Lhasa auf und freundete sich ab 1948 mit dem jungen Dalai Lama an, für den er filmte, fotografierte und den er in der westlichen Form des Rechnens sowie in Englisch und Geografie unterwies.
Am 17. November 1950 wurde dem damals 15-jährigen Dalai Lama die weltliche Herrschaft über Tibet übertragen; er musste sich aber angesichts der offenbar aussichtslosen Lage unter der Bedrohung Tibets durch die Volksrepublik China zu dieser Zeit mitsamt seinem Regierungsstab unverzüglich nach Dromo, unmittelbar an der indischen Grenze, in Sicherheit bringen. Harrer begleitete ihn noch bis März 1951 und brach dann nach Europa auf. Der Dalai Lama kehrte im Sommer nach Lhasa zurück, um gemäß einem Abkommen mit den Chinesen seine religiösen Funktionen wieder aufzunehmen.
Seit seiner Jugend interessiert sich Gyatso für das Uhrmacherhandwerk; er begann aus Interesse an Uhren, diese auseinanderzunehmen und wieder zusammenzubauen.

### Abkommen mit der Volksrepublik China
Am 23. Mai 1951 unterzeichneten Vertreter der tibetischen Regierung in Peking das „17-Punkte-Abkommen zur friedlichen Befreiung Tibets“, mit dem Tibet innenpolitische Autonomie und Religionsfreiheit zugesichert werden sollte, die Vertretung in der Außenpolitik, im Außenhandel sowie in militärischen Angelegenheiten aber von der Regierung der Volksrepublik China beansprucht wurde. Am 24. Oktober 1951 wurde nach einem entsprechenden Beschluss der tibetischen Nationalversammlung in Lhasa die Zustimmung Tenzin Gyatsos an Mao Zedong und die Regierung der Volksrepublik China telegrafiert. Er selbst erklärte dazu später, er habe dem Abkommen nur zugestimmt, um sein Volk und das Land „vor der völligen Zerstörung zu bewahren“. Dem Abkommen vorausgegangen war der Einmarsch der chinesischen Volksbefreiungsarmee in der osttibetischen Provinz Chamdo.
Im Jahr 1954 reiste Tenzin Gyatso auf Einladung der Regierung der Volksrepublik China und gegen den Widerstand der Äbte von Sera, Drepung und Ganden mit einem Gefolge von fast 500 Personen nach Peking. Konservative Kräfte des tibetischen Adels und Klerus befürchteten, dass der Dalai Lama in Peking gegen ihre Interessen beeinflusst werden könnte. Im September 1954 wurde er zum Abgeordneten und danach zum stellvertretenden Vorsitzenden des Ständigen Ausschusses des Nationalen Volkskongresses gewählt. Der Dalai Lama überreichte Mao Zedong Geschenke und schrieb eine Hymne an ihn, in der er Mao Zedong u. a. mit Brahma verglich. Die chinesische Regierung finanzierte den Bau des Palastes Tagten Migyur Phodrang für den 14. Dalai Lama auf dem Gelände des Norbulingka. Der Palast wurde 1956 fertiggestellt.
Im Winter besichtigte der 14. Dalai Lama weitere chinesische Städte, 1955 feierte er das tibetische Neujahr in Peking und gab aus diesem Anlass ein Bankett für Mao Zedong, Zhou Enlai, Liu Shaoqi und Zhu De.
Im April 1958 wurde das Vorbereitungskomitee des Autonomen Gebiets Tibet gegründet und der 14. Dalai Lama wurde zum Vorsitzenden des Komitees gewählt.

### Flucht und Exil
Während des Tibetaufstands verließ Tenzin Gyatso am 17. März 1959 seinen Sommerpalast Norbulingka und floh nach Indien. Dort hatte er kurz zuvor den Gelehrtengrad Geshe erlangt, nachdem er sich in philosophischen Debatten mit Lehrern der Klöster Drepung, Ganden und Sera bewährt hatte.
Am 3. April 1959 informierte Jawaharlal Nehru das indische Parlament darüber, dass er dem Dalai Lama, seiner Familie und den Begleitern Asyl gewährte. Als erster Aufenthaltsort wurde Gyatso Tezpur zugewiesen, wohin er am 18. April aufbrach. Bald folgte eine weitere Verlegung nach Masuri. Schließlich wurde er nach Dharamsala (Himachal Pradesh) beordert, wo er bis heute residiert.
Vor der Flucht war das Nechung-Orakel befragt worden, mit dem Ergebnis, „der Dalai Lama solle Tibet verlassen“.

### Beziehungen zum Westen

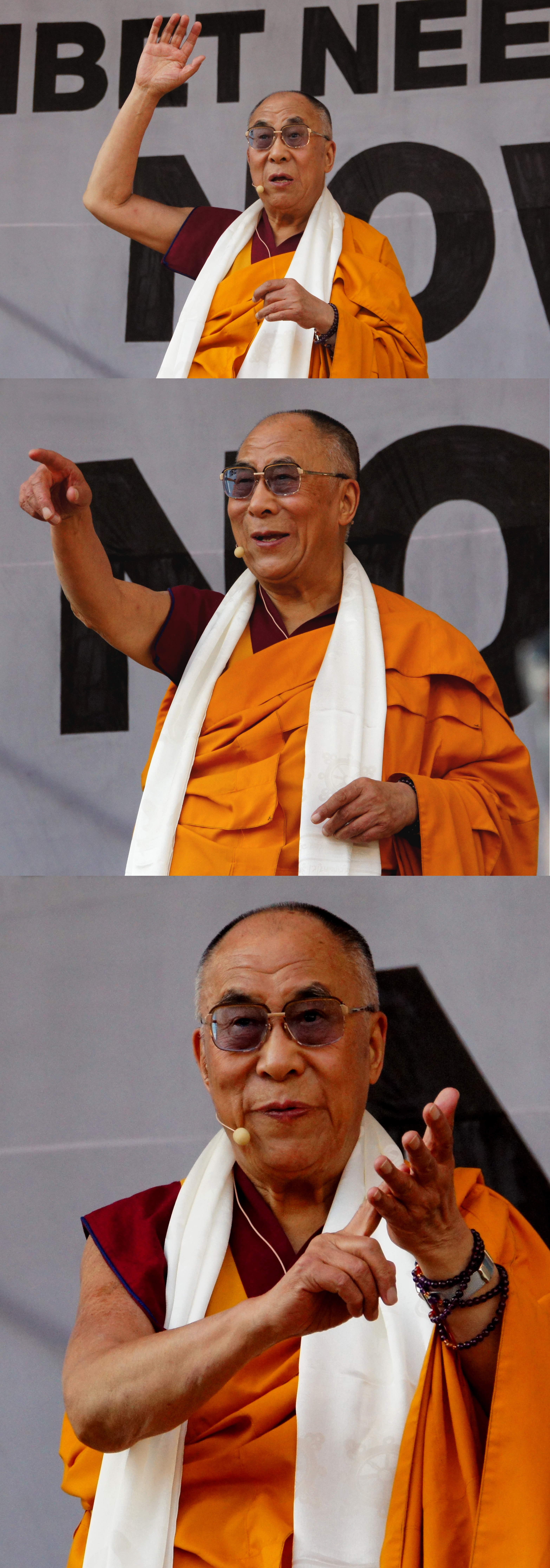
Wien, 2012

#### Kultureller Dialog
Neben früheren politischen Aktivitäten setzt sich der 14. Dalai Lama stets intensiv für den friedfertigen, konstruktiven und mitfühlenden Dialog der Menschen ein. Dazu veranstaltete er Vortragsreisen rund um den Globus und gab Schriften heraus, in denen die differenzierten Vorstellungen der tibeto-buddhistischen Religion zu Fragen der Lebenspraxis, zur Natur des menschlichen Bewusstseins und weiteren existenziellen Fragen erläutert werden.
Der Dalai Lama gilt als Freund des Christentums und war oftmals Gast im Vatikan; freundschaftlich verbunden war er mit Papst Johannes Paul II.

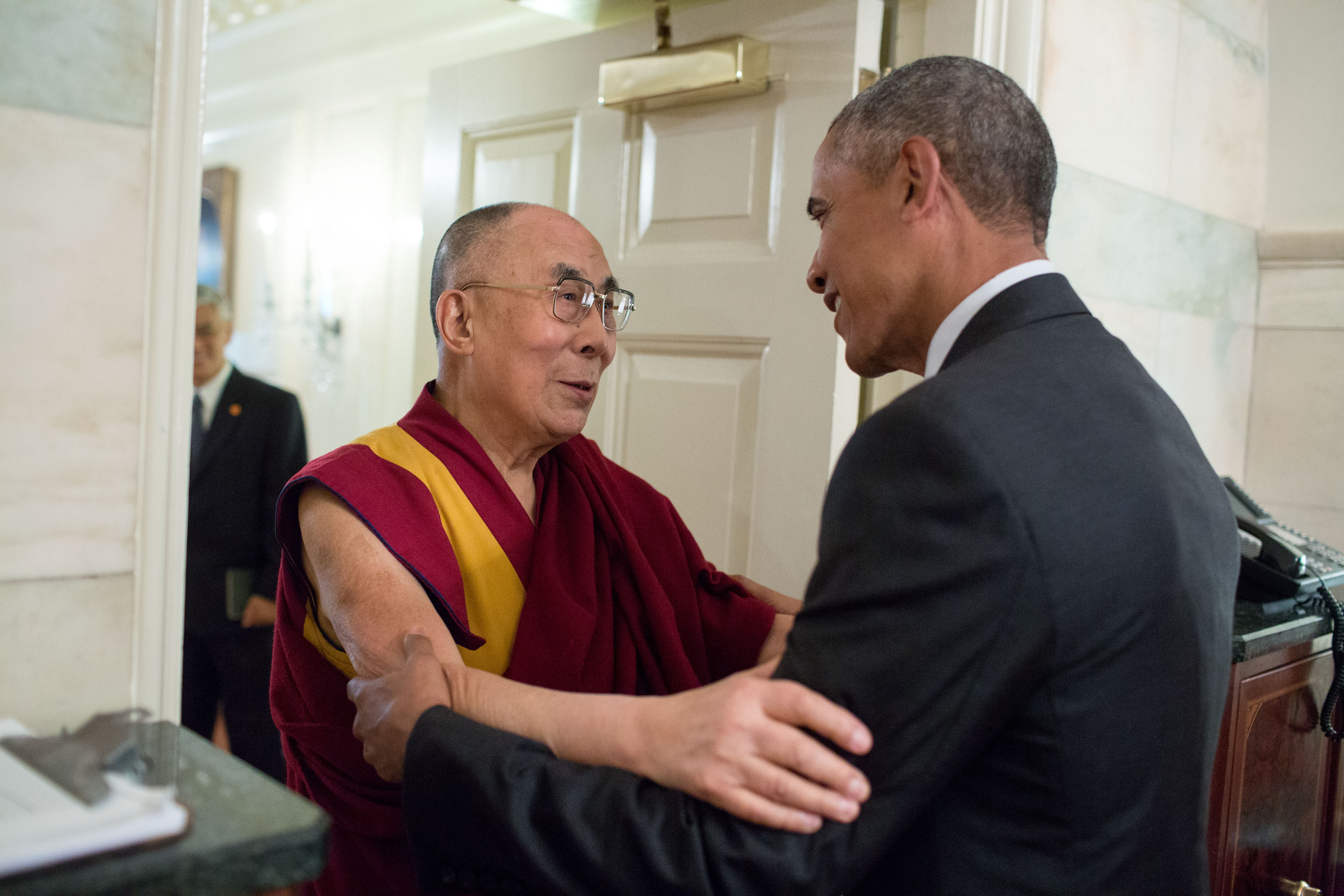
Treffen am 15. Juni 2016 mit Barack Obama im Map Room des Weißen Hauses in Washington

Wegen seines regen Interesses an wissenschaftlichen Themen und der Zusammenarbeit mit dem nordamerikanischen Rechtsanwalt Adam Engle und dem chilenischen Neurobiologen und Philosophen Francisco Varela entstand 1990 das in den USA ansässige Mind and Life Institute. Der Dalai Lama ist nach eigener Aussage davon überzeugt, dass Wissenschaft und die buddhistischen Thesen absolut vereinbar sind.
Im Oktober 2002 nahm Tenzin Gyatso in München am Wissenschaftskongress „Unity in Duality – Einheit in der Dualität“ – gemeinsam mit neun Wissenschaftlern verschiedener Länder aus verschiedenen wissenschaftlichen Bereichen teil: z. B. für den Bereich Pharmazie Candace B. Pert, Pharmakologin, USA; im Bereich Astrophysik Trịnh Xuân Thuận, Astrophysiker geb. Vietnam; für die biochemische Fachrichtung Rupert Sheldrake, England; im Bereich Psychologie Jean Shinoda Bolen, Psychiaterin und Jung’sche Analytikerin, USA; der philosophische Bereich vertreten durch Marit Rullmann, Projektmanagerin der lokalen Agenda 21, Deutschland; für die neurobiologische Fachrichtung Humberto Maturana Biologe, im Kontext von Neuroanatomie, Neurobiologie, Chile. Formuliert wurde letztlich, dass das dualistische Weltbild der Wissenschaft nicht im Widerspruch zu dem Gedanken einer aller Erfahrungen zu Grunde liegenden Einheit stehen müsse. Dieses Treffen gilt als wichtige Station im Dialog von buddhistischer Lehre und westlicher Wissenschaft.
Der gegenwärtige Dalai Lama besucht im Westen buddhistische Schulen und gibt dort in regelmäßigen Abständen Einweisungen in die buddhistische Lehre und Rituale.
Neben der moralischen Autorität hat der 14. Dalai Lama im Westen vor allem den Status eines „Botschafters des Friedens“. Für seine Bemühungen, mit friedlichen Mitteln auf die Lage in seinem Heimatland Tibet aufmerksam zu machen, wurde ihm 1989 der Friedensnobelpreis verliehen.

#### Unterstützung der tibetischen Exilregierung durch die CIA
Der bewaffnete Widerstand von Tibetern gegen die Volksrepublik China wurde ab den 1960er-Jahren im Zuge des Kalten Krieges durch Zahlungen der Central Intelligence Agency (CIA) an die tibetische Exilregierung mitfinanziert. Rund 250 Tibeter wurden, zum Teil wiederholt, in Camp Hale, einem auf Kriegsführung im Gebirge spezialisierten Ausbildungslager in Colorado, in Guerilla-Taktiken geschult. Im Zuge dieses Programmes traf sich Tenzin Gyatso mit amerikanischen Geheimdienstlern. Die Kontakte wurden durch Vertreter Tenzin Gyatsos, darunter seine Brüder, über das US-Konsulat in Kalkutta und die US-Botschaft in Neu-Delhi initiiert. Thema der Kontakte war laut einem Bericht der Financial Times Deutschland explizit auch militärische Hilfe. In der Fachliteratur wird hingegen betont, dass Gyatso jeglichen Kontakt zu CIA oder den in Mustang stationierten Kham-Rebellen mied, und diese Aufgabe durch seinen Bruder Gyalo Thondup (1928–2025) wahrgenommen wurde.
Im Oktober 1998 bestätigte die Exilregierung, in den 1960er-Jahren dafür über mehrere Jahre jeweils rund 1.700.000 US$ von der CIA erhalten zu haben. Dass Tenzin Gyatso persönlich von einer weiteren Fixsumme in Höhe von 180.000 US$ profitiert habe, die laut Recherchen der Süddeutschen Zeitung in CIA-Unterlagen als „Geldhilfe für den Dalai Lama“ deklariert wurde, wurde hingegen verneint. Diese Beträge wurden nach Angabe seiner Verwaltung für den Aufbau von Büros in Genf und New York City und Lobbytätigkeiten genutzt.
Die CIA stellte die Unterstützung des Kampfes ein, als sich die Niederlage der Vereinigten Staaten im Vietnamkrieg abzeichnete und Richard Nixon gegenüber der Volksrepublik China eine Politik der Entspannung einleitete. Die CIA begann 1967, die Operation zu reduzieren, im Jahr 1974 forderte der Dalai Lama die letzten Guerilleros dazu auf, die Waffen niederzulegen.

#### Beziehungen zum deutschsprachigen Raum
Tenzin Gyatso ist durch Heinrich Harrer, den er mehrmals in Hüttenberg besuchte, mit dem österreichischen Bundesland Kärnten besonders verbunden. Bspw. weihte der Dalai Lama 1992 den buddhistischen Gebetsraum des Heinrich-Harrer-Museums ein, segnete 2002 beim 90. Geburtstag Harrers den neugebauten tibetischen Pilgerpfad Lingkor, und legte 2006 den Grundstein für ein Tibet-Zentrum. 2007 nahm der Dalai Lama am Waldzell Meeting im Stift Melk in Niederösterreich teil. Am 20. September wurde er vom österreichischen Bundeskanzler Alfred Gusenbauer zu einem Gespräch ins Bundeskanzleramt eingeladen, wofür dieser von chinesischer Seite heftig kritisiert wurde.

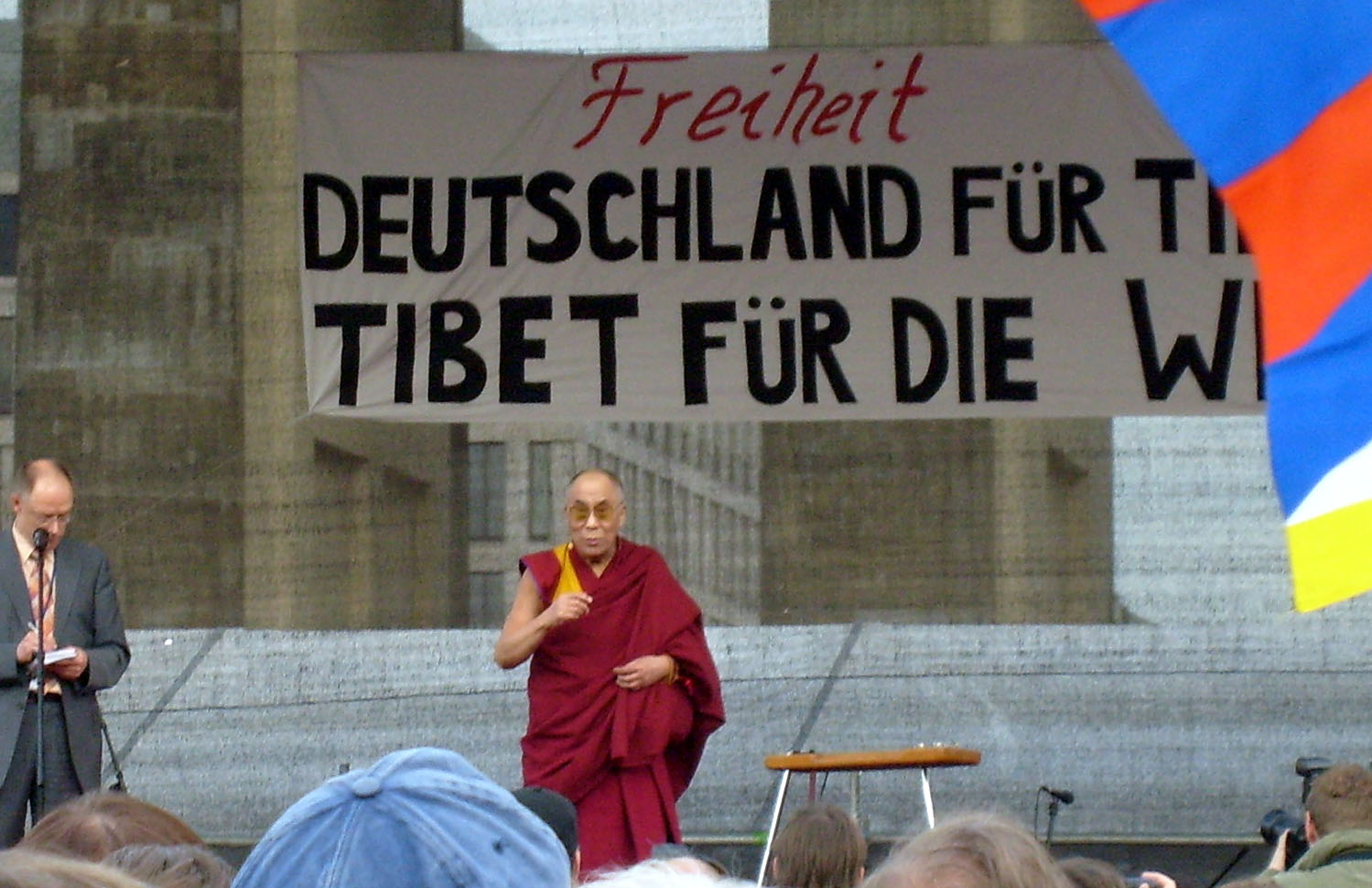
Der 14. Dalai Lama vor dem Brandenburger Tor 2008

Der Dalai Lama besuchte auch regelmäßig Deutschland, bspw. 1994 Bonn und Berlin, 1998 Camp Reinsehlen in der Lüneburger Heide, 2003 den Münchner Olympiapark (wo er eine Friedensbotschaft hinterließ und sich im Munich Olympic Walk of Stars verewigte), 2005 Wiesbaden, 2007 Hamburg, 1998 und 2007 Münster. Nachdem er am 22. September 2007 dem Hessenpark einen Besuch abstattete, besuchte Tenzin Gyatso einen Tag später Bundeskanzlerin Angela Merkel in ihrem Amtssitz. Dies war das erste Treffen mit einem deutschen Regierungschef. Die chinesische Regierung kritisierte Merkel für ihre Entscheidung und sagte diverse Treffen mit deutschen Regierungsvertretern ab. Vom 14. bis 20. Mai 2008 besuchte der Dalai Lama mehrere Städte, darunter Bochum, Mönchengladbach, Nürnberg, Bamberg und Berlin.

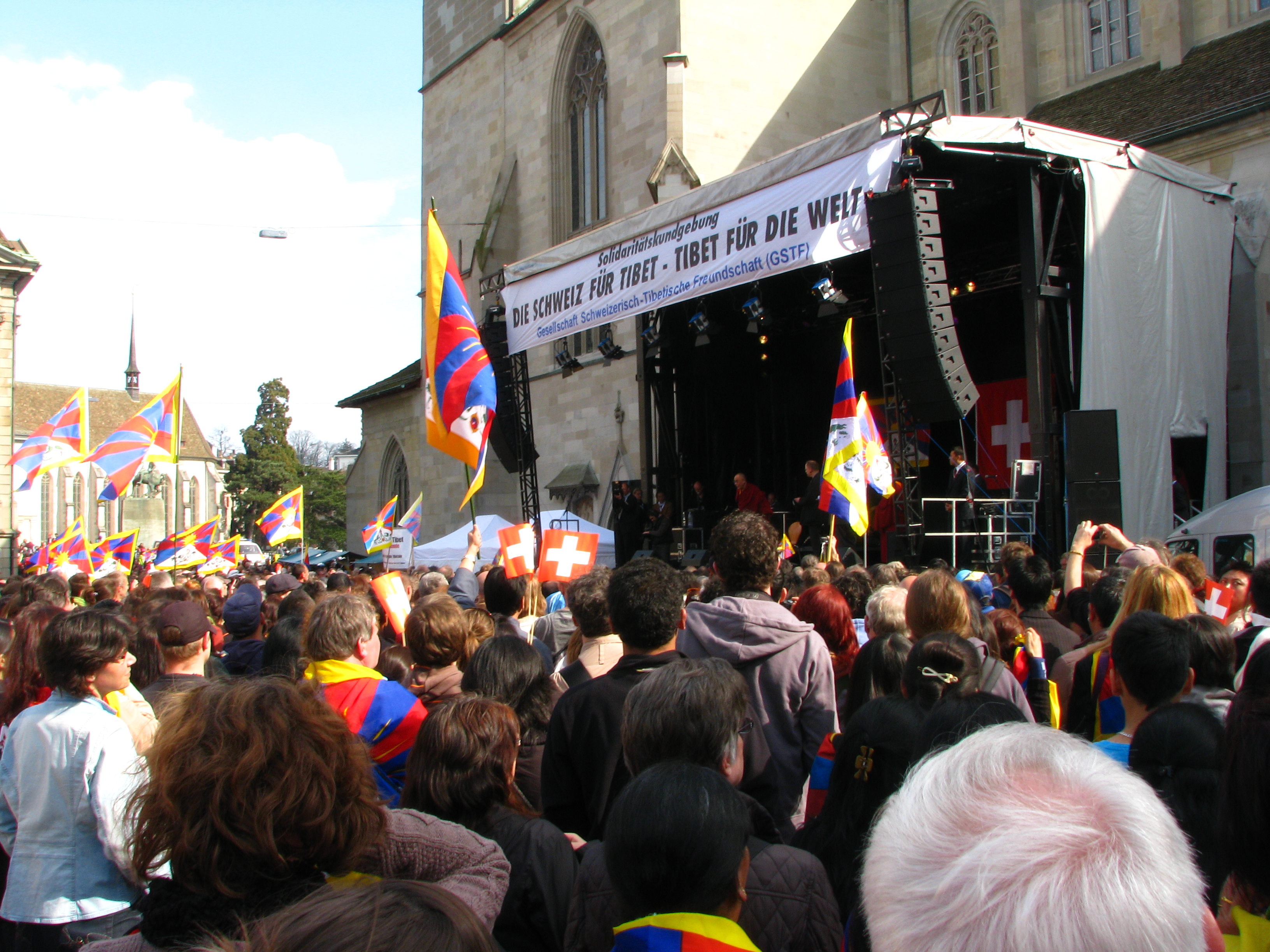
Solidaritätskundgebung am 10. April 2010, Münsterhof in Zürich

In der Schweiz besuchte er u. a. 2010 Zürich und Rikon, 2013 Bern, 2016 mehrere Orte in der Schweiz. 2018 wieder Rikon, Winterthur und Zürich. Im Laufe der Jahre besuchte der Dalai Lama das Kloster in Rikon insgesamt 15 Mal.

#### Sonstige Aktivitäten
Anfang 1998 trat Tenzin Gyatso im Rahmen einer Werbeanzeige des IT-Konzerns Apple in Erscheinung. Die Anzeige mit einem großformatigen Bild des Dalai Lama war Bestandteil einer Marketingkampagne, die unter dem Claim „Think Different“ speziell auf die asiatischen Märkte abzielte. Die anderen verwendeten Persönlichkeiten waren Alfred Hitchcock, Albert Einstein, Pablo Picasso, Mahatma Gandhi und Amelia Earhart. Im April 1998 erklärte Apple, zukünftig auf das Motiv im Rahmen seiner Anzeige verzichten zu wollen und sich stattdessen auf bekanntere Persönlichkeiten zu konzentrieren. Dies führte zu Spekulationen darüber, dass die chinesische Regierung Druck auf das Unternehmen ausgeübt hätte. Apple verneinte dies ausdrücklich. Ein bekannter Marktforscher der Hong Kong University kommentierte die Entscheidung des Unternehmens mit den Worten, es sei unmöglich, dass Amelia Earhart in der Region bekannter sei als der Dalai Lama. Ein Sprecher des Dalai Lama erklärte, es sei offensichtlich, dass der Vorgang in Zusammenhang mit China stehe, einem bedeutenden Markt für das Unternehmen. Der Dalai Lama habe dem Unternehmen eine Erlaubnis gegeben, das Bildmotiv weltweit zu nutzen, er sei nicht darauf hingewiesen worden, dass es nicht in der Kampagne in China verwendet werden würde.

### Rückzug aus der Politik
Im März 2011 bat der Dalai Lama das tibetische Exil-Parlament, ihn von seinen politischen Aufgaben zu entbinden. Demokratisch gewählte Volksvertreter sollten ihn ersetzen. Seine politische Rolle sollte der Jurist Lobsang Sangay ausfüllen, der Ende April 2011 zum neuen Ministerpräsidenten der tibetischen Exilregierung gewählt wurde.

## Politische Positionen

### Darstellung der Geschichte Tibets
Kritiker werfen Tenzin Gyatso vor, dass er die Zustände im damaligen Tibet heute noch idealisiert darstelle. Den Kritikern zufolge habe den lamaistischen Mönchen zusammen mit einer kleinen Adelsschicht aller Grund und Boden gehört; es habe Leibeigene und Sklaven gegeben, die von einer Mönchspolizei überwacht worden seien. Auch verstümmelnde Körperstrafen seien häufig angewendet worden.
Dieser auch von den chinesischen Behörden verbreiteten Darstellung widerspricht die tibetische Exilregierung. Es sei „nicht korrekt, die alte tibetische Gesellschaft als Feudalgesellschaft oder Sklavensystem zu bezeichnen“. Tatsächlich sei Tibet „vor der Invasion wesentlich egalitärer als die meisten anderen asiatischen Länder in dieser Zeit“ gewesen.

### Autonomie-Forderung, Separatismus-Vorwurf
Tenzin Gyatso setzt sich für die Autonomie Tibets innerhalb der Volksrepublik China ein, was von den Machthabern als Separatismus bezeichnet wird. Am 10. März 1963 verkündete der 14. Dalai Lama eine an demokratischen Prinzipien orientierte Verfassung für die tibetische Exilregierung, die ihn, bis zu seinem Rücktritt 2011, als Staatsoberhaupt betrachtete. Vielen Tibetern geht die Forderung Tenzin Gyatsos nach Autonomie nicht weit genug, sie fordern die volle Unabhängigkeit Tibets.
Im Oktober 2020 erklärte Tenzin Gyatso, er unterstütze die Unabhängigkeit Tibets nicht und hoffe, China als Nobelpreisträger besuchen zu können. Er sagte: „Ich bevorzuge das Konzept einer ‚Republik‘ in der Volksrepublik China. Mit dem Konzept der Republik können ethnische Minderheiten, wie Tibeter, Mongolen, Mandschus und Xinjiang-Uiguren, in Harmonie leben.“

### Nuklearrüstung
In der Frage der nuklearen Bewaffnung Indiens brachte er wiederholt sein Bedauern über diese Entwicklung zum Ausdruck. 1998, nach unterirdischen Kernwaffentests in Indien und im Jahr der ersten Tests in Pakistan, rief er zu einer weltweiten Eliminierung aller Kernwaffen auf und verwies dabei auch auf entsprechende Aussagen der Führung der Volksrepublik China. Zugleich vertrat er den Standpunkt, es sei undemokratisch, wenn andere große Länder für sich das Recht in Anspruch nehmen, Kernwaffen zu besitzen, aber von Ländern wie Indien fordern, auf diese Waffen zu verzichten.
2005 erklärte er in einer Rede, Krieg sei „veraltet“ („out of date“), und das Ziel eine demilitarisierte Welt. Er ist Unterstützer der Internationalen Kampagne zur Abschaffung von Atomwaffen (ICAN). Während des Wahlkampfs zur Präsidentschaftswahl in den Vereinigten Staaten 2008 unterstützte er einen Appell an die Kandidaten, sich im Fall ihrer Wahl für nukleare Abrüstung einzusetzen. 2009 war er Mitunterzeichner einer von 17 Nobelpreisträgern an US-Präsident Barack Obama gerichteten Petition zum Verzicht auf Kernwaffen.

### Globale Migration
Bezüglich der globalen Migration vertritt Gyatso eine Ethik universeller, also länderübergreifender Verantwortung und prognostiziert für die Zukunft eine schrittweise Erosion der Staatsgrenzen. Letztendlich sieht er Staaten als menschliche Organisationen als vergänglich an. Er fordert, dass die Flüchtlingsfrage nicht mit unilateralistischen Regulierungen beantwortet wird, sondern zwischen den Staaten multilaterale Vereinbarungen getroffen werden. Dennoch äußerte er 2016 Bedenken hinsichtlich der Flüchtlingspolitik Deutschlands und sagte, dass „Deutschland kein arabisches Land werden könne“.
In einem Interview 2019 mit der BBC kommentierte Tenzin Gyatso die steigenden Flüchtlingszahlen in Europa. Europa solle die Flüchtlinge aufnehmen, sie ausbilden und ihnen Fertigkeiten beibringen, die sie zum Wiederaufbau ihrer Heimat nutzen könnten. Er fügte hinzu: „Eine begrenzte Anzahl [von Flüchtlingen] ist in Ordnung, aber dass irgendwann ganz Europa ein muslimisches oder afrikanisches Land wird – unmöglich.“ Das BBC-Interview wurde in der internationalen Medienlandschaft stark rezipiert.

### Weiblicher Dalai Lama
Tenzin Gyatso stand wegen mehrerer Aussagen bezüglich einer möglichen weiblichen Dalai Lama in der Kritik. So etwa 2010: „Wenn sie eine hässliche Frau ist, wird sie nicht sehr effektiv sein, oder?“ Im Jahr 2015 antwortete er bei einer Veranstaltung in Paris einer Reporterin eines Frauenmagazins, dass „wenn eine weibliche Dalai Lama kommt, das Gesicht sehr, sehr attraktiv sein sollte.“ Im Jahr 2019, als er nach dem Kommentar gefragt wurde, wiederholte er es lachend und sagte, dass, obwohl die wahre Schönheit die innere Schönheit sei, für Menschen das Äußere auch sehr wichtig sei. Als Reaktion auf die Kontroverse, die durch das Interview ausgelöst wurde, veröffentlichte sein Büro eine Aussendung, um seine Bemerkungen zu klären und in Kontext zu setzen, und bemerkt, dass der Dalai Lama „zutiefst bedauert, dass Menschen durch das, was er gesagt hat, verletzt wurden, und bietet seine aufrichtigen Entschuldigungen an.“
In der Aussendung wird erläutert, der ursprüngliche Zusammenhang von Dalai Lamas Bezug auf das äußere Erscheinungsbild einer weiblichen Nachfolgerin sei ein Gespräch mit der damaligen Pariser Chefredakteurin des Vogue-Magazins, die „seine Heiligkeit“ 1992 eingeladen hatte, die nächste Ausgabe als Gastredakteur zu bearbeiten. Darin fragte sie, ob ein zukünftiger Dalai Lama eine Frau sein könnte. „Seine Heiligkeit“ antwortete: „Sicher, wenn das hilfreicher wäre“, und fügte als Scherz hinzu, dass sie attraktiv sein sollte. Die Erklärung stellte auch fest, dass der Dalai Lama „immer wieder betont, wie wichtig es ist, dass sich Menschen auf einer tieferen Ebene verbinden sollen, denn sich in den Vorurteilen oberflächlicher Erscheinung zu verheddern“.

## Kontroversen

### Religiöse Kontroversen
Eine Minderheit buddhistischer Mönche und Laien führt die Verehrung der Schutzgottheit Dorje Shugden weiterhin fort, welche der 14. Dalai Lama persönlich nicht mehr weiterführt, da seiner Auffassung nach diese Praxis mit einer sektiererischen Haltung, besonders gegenüber der Nyingma-Schule, einhergeht und somit einer ökumenischen Einstellung nicht zuträglich ist. Diese Schritte haben auch zu einer Mobilisierung des reaktionären Flügels geführt. Da diese Spannungen bis zur Zeit des fünften Dalai Lama zurückreichen, wird in Dorje Shugden ein ihm persönlich und der mit seiner Person verbundenen politischen Position feindlich gesinnter Geist gesehen. Georges Dreyfus resümiert hierzu:

“This sectarian stance is the central message of the founding myth of the Shuk-den tradition, the wrathful transformation of Trul-ku Drak-ba Gyel-tsen into Shuk-den and his hostility to the Fifth Dalai-Lama. This hostility reflects the attitude of a part of the Ge-luk tradition which advocates a strictly Ge-luk practice and opposes the importation of Nying-ma teachings into their tradition. This opposition between two visions of the Ge-luk tradition focuses on the figure of the Dalai-Lama because of the way in which the Fifth and the Fourteenth Dalai-Lamas have considered the institution they represent, ... as resting on an eclectic religious basis in which elements associated with the Nying-ma tradition combine with an overall Ge-luk orientation. Shuk-den, then, is less the spirit of the Ge-luk political resentment against a strong Dalai-Lama, than it is the spirit of a religious resentment against a perceived threat to the integrity of the Ge-luk tradition.”

„Diese sektiererische Haltung ist die zentrale Botschaft des Gründungsmythos der Shuk-den-Tradition, der zornigen Transformation von Trul-ku Drak-ba Gyel-tsen in Shuk-den und seiner Feindseligkeit gegenüber dem Fünften Dalai-Lama. Diese Feindseligkeit spiegelt die Haltung eines Teils der Ge-luk-Tradition wider, der eine strikte Ge-luk-Praxis befürwortet und sich dem Import von Nying-ma-Lehren in seine Tradition widersetzt. Diese Opposition zwischen zwei Visionen der Ge-luk-Tradition konzentriert sich auf die Figur des Dalai-Lama, weil der Fünfte und der Vierzehnte Dalai-Lama die Institution, die sie repräsentieren, ... als auf einer eklektischen religiösen Basis ruhend betrachtet haben, in der sich Elemente, die mit der Nying-ma-Tradition verbunden sind, mit einer allgemeinen Ge-luk-Ausrichtung verbinden. Shuk-den ist also weniger der Geist des politischen Ressentiments der Ge-luks gegen einen starken Dalai-Lama, als vielmehr der Geist eines religiösen Ressentiments gegen eine wahrgenommene Bedrohung der Integrität der Ge-luk-Tradition.“

1996 riet er Mitarbeitern der exiltibetischen Regierung und den ihm unterstehenden Mönchen und Laien emphatisch von der Shugden-Verehrung ab. Es wird gesagt, dass die überwiegende Anzahl exiltibetischer Klöster Mönche ausschlossen, die die Praxis aufzugeben verweigerten, zu welchem Grade sich besagte Gruppen jedoch selbst isolierten, ist derzeit ungeklärt. Es ist nicht zu verleugnen, dass Spannungen zwischen den Gruppierungen weiterhin bestehen: 1997 wurden drei hochrangige Mönche, welche öffentlich und in den Medien aktiv von der Praxis dieser Gottheit abrieten, Todesopfer einer Gewalttat. Diese Verbrechen konnten noch nicht hinreichend aufgeklärt werden. Beide Seiten erhoben in diesem Zusammenhang schwerwiegendste gegenseitige Vorwürfe.
Daneben wurde auch seine Rolle im Karmapa-Konflikt kontrovers öffentlich diskutiert.

### Videoaufzeichnung 2023
Im April 2023 griffen Medien weltweit eine Videoaufzeichnung vom 28. Februar 2023 auf. Sie zeigt Ausschnitte einer Audienz beim Dalai Lama in Dharamsala, an der unter anderem rund 100 Schüler teilnahmen. Zu sehen ist, wie Tenzin Gyatso mit einem kleinen Jungen spricht, ihn umarmt, ihn auf den Mund küsst und anschließend die Zunge herausstreckt und ihn auffordert, seine Zunge zu lecken, was aber nicht passierte. Das Video von dem Vorfall wurde im Internet verbreitet und rief zahlreiche teils empörte Berichte und Kommentare hervor. Manche, wie die US-Organisation Survivors Network of those Abused by Priests (SNAP), sehen in den Handlungen einen sexuellen Übergriff oder eine Objektifizierung von Kindern. Am 10. April 2023 veröffentlichte das Büro des Dalai Lama eine Erklärung, in der sein Handeln verteidigt und um Entschuldigung gebeten wird. In der Aussendung heißt es, dass er „oft Menschen, die er trifft, auf unschuldige und spielerische Weise neckt, auch in der Öffentlichkeit und vor Kameras“, und endete damit, dass der Dalai Lama „den Vorfall bedaure“. Auch diese Erklärung wurde wiederum von SNAP als Verharmlosung kritisiert.
Karénina Kollmar-Paulenz, Professorin für Religionswissenschaft und Tibet-Expertin, erklärt das Verhalten des Dalai Lama so: „Hinter der Handlung steckt weder eine böse Absicht noch eine sexuelle Intention.“ Das geistliche Oberhaupt sei dafür bekannt, Scherze zu machen. Für den internationalen Aufschrei seien insbesondere kulturelle Unterschiede verantwortlich. „Der Dalai Lama scheint sich nicht bewusst gewesen zu sein, dass sein Verhalten in anderen Ländern als sexuell aufgefasst werden könnte.“ Zudem habe die Zunge in Tibet eine besondere Bedeutung. „Die Zunge zur Begrüssung herauszustrecken, ist beispielsweise eine alte tibetische Tradition.“ Damit zeige man auf höfliche Weise, dass man keine bösen Intentionen habe.
Die jüngere Schwester des Dalai Lama, Jetsun Pema, sagte zu dem Vorfall: „Es war ein grosses Missverständnis in der westlichen Welt.“ Dies sei unter Tibeterinnen und Tibetern ein „absolut normales Zeichen, wenn Kinder alles haben wollen und man ihnen signalisiert, dass es nichts mehr gibt“, erklärte sie. „Dann strecken Erwachsene ihre Zunge heraus und sagen: ‚Jetzt kann ich dir nur noch meine Zunge geben.‘ Es ist liebevoll und als Scherz gemeint.“ Zudem ist sich Jetsun Pema sicher, dass China hinter der Streuung des Videos stecke. „Die Szene fand bereits zwei Monate vor Veröffentlichung des Videos statt. Die Chinesen wollen das Image des Dalai Lama ruinieren und dunkle Gerüchte über ihn verbreiten“, so Jetsun Pema.
Tibeter und Tibeterinnen erklärten sich das Verhalten ihres Oberhauptes so: Der Dalai Lama habe die falschen Worte gewählt. Statt „Lutsch meine Zunge“ hätte er „Iss meine Zunge“ sagen sollen, „Che le sa“ auf Tibetisch. Dieser Spruch sei eine normale Neckerei von älteren Personen im Umgang mit kleinen Kindern. „Ein Grossvater sagt das zu seinem Enkelkind, wenn er keine Leckerbissen mehr hat, wenn er alles gegeben hat, ausser seiner Zunge“, erklärt der Anthropologe Magnus Fiskesjö von der Cornell University in New York dazu. Der Spruch gehe auf den Brauch zurück, Babys und Kleinkindern das Essen vorzukauen und es ihnen dann von Mund zu Mund zu geben. Das sei in Kulturen üblich, die keinen Pürierstab und keine Säuglingsnahrung kennen.

## Sonstiges Engagement
Der 14. Dalai Lama engagiert sich bereits seit den 1960er-Jahren für die Arbeiten der SOS-Kinderdörfer. Ausgangspunkt waren die tibetischen Flüchtlingskinder, die in Indien zu diesem Zeitpunkt großen Bedarf an Zufluchtsorten hatten.
Auch im Kampf gegen den Walfang bezieht der 14. Dalai Lama Stellung, er ist Unterstützer der Umweltschutzorganisation Sea Shepherd.
Der Dalai Lama ist auch Schirmherr der 2010 gegründeten, weltweiten „Action for Happiness“-Bewegung, welche sich für den Aufbau einer glücklicheren und fürsorglicheren Gesellschaft einsetzt.
Der Dalai Lama übernahm 1999 im Ort Saillon (Kanton Wallis) in der Schweiz den kleinsten offiziellen Rebberg der Welt, den Vigne à Farinet. Auf dem Weinberg befinden sich nur drei Rebstöcke. Dieser winzige Rebberg, der dem 14. Dalai Lama gehört, wird von Winzern aus Saillon gepflegt; publikumswirksam mit Unterstützung Prominenter: Jedes Jahr werden berühmte Persönlichkeiten eingeladen, um die Trauben zu ernten. Der Ertrag der drei Rebstöcke fließt in zusätzlich 750 Liter Wein, der jedes Jahr von einem anderen Winzer aus Saillon gesponsert wird. Die Ernte ergibt so jedes Jahr 1000 Flaschen Wein. Verkauft wird dieser Wein jeweils im Frühjahr, und der gesamte Erlös wird an Kinderhilfsprojekte gespendet. Seit 1999 heißt dieser Wein „Friedenswein“.

## Auszeichnungen
Tenzin Gyatso erhielt eine Reihe von Auszeichnungen, darunter den Friedensnobelpreis, verliehen am 10. Dezember 1989 in Oslo.
Im deutschsprachigen Raum wurde er mit folgenden Ehren ausgezeichnet:
- Dr.-Leopold-Lucas-Preis am 16. Juni 1988
- Menschenrechtspreis der Karl-Franzens-Universität Graz am 14. Oktober 2002
- Hessischer Friedenspreis am 27. Juli 2005
- Osgar am 12. Mai 2007 in Leipzig
- Ehrendoktorwürde des Fachbereichs Chemie und Pharmazie der Westfälischen Wilhelms-Universität Münster am 20. September 2007[82]
- internationale Auszeichnung als Kavalier des Ordens des Lächelns
- Deutscher Medienpreis 2008 am 10. Februar 2009
- Ehrendoktorwürde des Fachbereichs fremdsprachliche Philologien der Philipps-Universität Marburg am 3. August 2009
- Templeton-Preis am 29. März 2012
- Südtiroler Minderheitenpreis am 10. April 2013

## Werke (Auswahl)

### Einführungen und Grundlagen
- Die Lehren des tibetischen Buddhismus. Goldmann, München 1998, ISBN 3-442-21539-0
- Das Herz aller Religionen ist eins, Goldmann, München 1999, ISBN 3-442-13278-9
- Die Vier Edlen Wahrheiten – Die Grundlage buddhistischer Praxis. Fischer, Frankfurt am Main 2000, ISBN 3-596-14973-8
- Einführung in den Buddhismus – Die Harvard-Vorlesungen. Herder, Freiburg 2015, ISBN 978-3-451-06778-5
- Dalai Lama, Felizitas von Schönborn: Mitgefühl und Weisheit – Ein Gespräch mit Felizitas von Schönborn. Diogenes, Zürich 2004, ISBN 978-3-257-06397-4
- Die Weisheit des Herzens. Goldmann, München 2004, ISBN 3-442-21686-9
- Die Stufen des Pfades zum Erwachen. Die Essenz meiner Lehre. Zusammengestellt von Dagyab Kyabgön Rinpoche. Herder, Freiburg im Breisgau 2024, ISBN 978-3-451-39331-0

### Einzelaspekte
- Das Buch der Menschlichkeit – Eine neue Ethik für unsere Zeit. Bastei Lübbe, Bergisch Gladbach 2002, ISBN 3-404-60514-4
- Der Weg zum Glück. 4. Auflage. Herder, Freiburg 2004, ISBN 3-451-05490-6 (Platz 1 der Spiegel-Bestsellerliste vom 24. Juni bis zum 1. September und vom 9. bis zum 15. September 2002)
- Die Weisheit des Verzeihens. 3. Auflage. Geb. Ausgabe – Lübbe, Juli 2005, ISBN 3-7857-2051-3
- Dzogchen – Die Herz-Essenz der Großen Vollkommenheit. Theseus, Berlin 2001, ISBN 3-89620-171-9
- Gesang der inneren Erfahrung – Die Stufen auf dem Pfad zur Erleuchtung. Dharma Edition, Hamburg 1998, ISBN 3-927862-28-2
- Dalai Lama, Howard C. Cutler: Glücksregeln für den Alltag. Herder, Freiburg im Breisgau 2004, ISBN 978-3-451-05843-1
- Kalachakra-Tantra. Theseus, Berlin 2002, ISBN 3-89620-182-4
- Logik der Liebe. Goldmann, München 1991, ISBN 3-442-13266-5
- Mögen alle Wesen glücklich sein. Diamant, München, ISBN 3-9807572-3-4
- Ratschläge des Herzens. Diogenes, Zürich 2003, ISBN 3-257-06338-5
- Die Essenz der Meditation. Wurzeltext von Kamalashila. Praktische Erklärungen zum Herzstück buddhistischer Spiritualität. Aus dem Englischen von Stephan Schuhmacher. Ansata, München 2001, ISBN 978-3-7787-7177-8; eingeschränkte Vorschau in der Google-Buchsuche
- Der Appell des Dalai Lama an die Welt. (Platz 1 der Spiegel-Bestsellerliste vom 18. Juli bis zum 18. September 2015)[83]

### Verbindung zur westlichen Wissenschaft
- Die Welt in einem einzigen Atom – Meine Reise durch Wissenschaft und Buddhismus. Theseus Verlag, 2005, ISBN 3-89620-270-7
- Dalai Lama, Laurens van den Muyzenberg: Führen, gestalten, bewegen: Werte und Weisheit für eine globalisierte Welt. Aus dem Engl. von Jürgen Neubauer. Campus, Frankfurt 2008, ISBN 978-3-593-38687-4

### Autobiographische Schriften
- Mein Leben und mein Volk. Die Tragödie Tibets. Ins Deutsche übertragen von Maria Steininger, Droemer Knaur, München 1962 (Originalausgabe My land and my people. McGraw Hill, New York 1962)
- Das Buch der Freiheit. Die Autobiographie des Friedensnobelpreisträgers. 14. Auflage. Bastei Lübbe, Bergisch Gladbach 2004, ISBN 3-404-61239-6
- Voice for the Voiceless: Over Seven Decades of Struggle with China for My Land and My People. Collins, New York 2025, ISBN 978-0-06-339139-0.

## Filme
- Martin Scorsese: Kundun, 1997
- Jean-Jacques Annaud: Sieben Jahre in Tibet, 1997. Verfilmung des gleichnamigen Buches von Heinrich Harrer.
- Albert Knechtel und Thea Mohr: Ein Leben für Tibet, 2005. Ein Porträt des 14. Dalai Lama.
- Focus TV Reportage von Gabor Harrach: Kommt ein Gott auf Besuch… über die Dalai Lama Großveranstaltung 2009 in Frankfurt, abrufbar hier auf focus.de
- Rick Ray: 10 Fragen an den Dalai Lama, USA 2006.
- Elodie Emory, Wandville Lanos: Buddhismus: Missbrauch im Namen der Erleuchtung, Frankreich 2022, arte – kritisiert wird im Film auch das Verhalten des Dalai Lama in Bezug auf sexuellen Missbrauch durch tibetische und westliche Lehrer des tibetischen Buddhismus, über den er anscheinend spätestens seit einer Konferenz 1993 Bescheid wusste.
- Barbara Miller, Philip Delaquis und Manuel Bauer: Wisdom of Happiness, Schweizer Kino-Dokumentarfilm, 2024. Ein filmisches Porträt des 14. Dalai Lama. Dieser wendet sich direkt an das Publikum und teilt seine Weisheiten zur Suche nach Glück in der heutigen Welt. Der Film kombiniert persönliche Aufnahmen des Dalai Lama, historische Archivaufnahmen und aktuelle Szenen der globalen Herausforderungen, denen sich die Menschheit heute gegenübersieht. Wisdom of Happiness entstand in Zusammenarbeit mit Richard Gere und Oren Moverman.